# Diecezja bakowska
Diecezja bakowska – diecezja Kościoła katolickiego na terytorium Mołdawii, z siedzibą w Bakowie.
W 1591 papież Sykstus V utworzył diecezję w Curtea de Argeș i mianował jej pierwszym biskupem Bernardyna Quiriniego (1591–1604). Ponieważ tamtejsza katedra została zburzona przez Turków następny biskup Hieronim Arsengo (1607–1610) przeniósł stolicę diecezji do Bakowa. Odtąd biskupstwo bakowskie obejmowało swoją jurysdykcją Mołdawię, Wołoszczyznę i Besarabię. Weszło w skład kościoła polskiego w 1621, podlegając archidiecezji lwowskiej. Synod prymacyjny w 1611 wyznaczył biskupom bakowskim miejsce na synodach prowincjonalnych po biskupach inflanckich. Do senatu Rzeczypospolitej jednak nie wchodzili. Od 1751 biskup rezydował w Śniatyniu. W latach 1611–1789 biskupami byli wyłącznie Polacy z zakonów bernardynów lub franciszkanów konwentualnych, prezentowani papieżowi przez króla polskiego. Biskupstwo zanikło w 1818.